# レイモン・プリドール

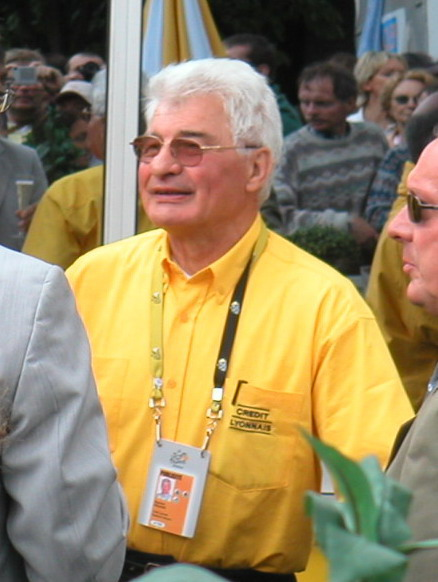
2004年のツール・ド・フランスでのレイモン・プリドール

レイモン・プリドール（Raymond Poulidor、1936年4月15日 - 2019年11月13日）はフランス・クルーズ県出身の自転車ロードレース選手。1973年にレジオンドヌール勲章を受章。
ツール・ド・フランスに14回出場、そのうち12回完走し、総合2位3回、総合3位5回の好成績を収めるも一度も優勝できなかった（付け加えると、ただの1日もマイヨジョーヌを着用することもできなかった）ことから「永遠の二番手」と呼ばれた。プリドールは選手として十分な才能を持ちながらも、不運なことにジャック・アンクティルとエディ・メルクスという二人の傑出した名選手と同時代に活動した為に「永遠の二番手」に甘んじることとなった。しかし、ツール表彰台8回は史上最多である。愛称はプープー（Pou Pou)。
シクロクロス世界チャンピオンを経験したアドリ・ファンデルプールの義父であり、マチュー・ファン・デル・プールの祖父である。

## 主な1位記録
- ブエルタ・ア・エスパーニャ総合優勝……1964
- パリ〜ニース総合優勝……1972･1973
- ドーフィネ・リベレ総合優勝……1966･1969
- ミラノ〜サンレモ優勝……1961
- グランプリ・デ・ナシオン優勝……1963
- スーパープレスティージュ……1964

## 主な「2位記録」
- ツール・ド・フランス総合成績……1964･1965･1974
- ツール・ド・フランス山岳賞部門……1963
- ブエルタ・ア・エスパーニャ総合成績……1965
- 世界自転車選手権プロ・個人ロードレース……1974
- ミラノ〜サンレモ……1964
- フレッシュ・ワロンヌ……1972
- パリ〜ニース総合成績……1966･1969
- ドーフィネ・リベレ総合成績……1964･1965･1974
- グランプリ・デ・ナシオン……1969
- フランス国内選手権プロ・個人ロードレース……1965
- バスク一周総合成績……1971
- スーパープレスティージュ……1961･1972